# Sylvie Krobová
Sylvie Krobová (* 14. srpna 1968) je česká zpěvačka, skladatelka, herečka.

## Umělecká dráha
Vystudovala operní zpěv na státní konzervatoři Praha (1984–1990). Od roku 2000 začala psát vlastní hudbu i texty. Sama hraje na klavír a akordeon. V průběhu deseti let od roku 2006 vydala čtyři alba: první Stín (2006) s violoncellistou Vojtou Havlem a Otou Sukovským hrajícím na bezpražcovou baskytaru, druhé Svět podivínů (2008) s pianistou a akordeonistou Tomášem Alferim, třetí Chvilka co se chytí (2011) s kontrabasistou Petrem Tichým a Tomášem Alferim, čtvrté Let dýmem (2015) s Petrem Tichým a Janem Jiruchou. Pátým vydaným albem se stalo Dívám se do noci (2018) s trombonistou Janem Jiruchou a jeho orchestrem u vydavatelství Polí5.
Krobová píše též divadelní hudbu – k divadelním inscenacím Tři v tom (2007), Capo comico (2011) a QUIJOTI (2019) – Divadlo Na Rejdišti Pražské konzervatoře, Commedia dell´ Ponte (2011) – Divadlo rozmanitostí v Mostě, Klauní rodinka (2009) – Divadlo Lampion v Kladně, ... Klaun Pingu (2014), Sommelier (2015), Maringotka (2017) a jiné, pro vlastní skupinu Bilbo compagnie, kterou spolu s manželem Jiřím Bilbo Reidingerem spoluzaložili.
Vydala dvě sbírky poezie s ilustracemi Pavla Černého: Chvilka co se chytí (2010) a Jedno tělo (2018).
Jako herečka účinkovala např. ve Studiu Láďa Ladislava Smoljaka, v Divadle Na tahu (Horský hotel, Spiklenci, …), v Divadle Na zábradlí Pyreneje (2007) a dodnes[kdy?] s rodinným divadlem Bilbo compagnii (Smrt komedie, Sommelier, Baron Prášil, Déboucher/Antikódy, …), s nímž vystupuje po celé Evropě[zdroj⁠?!].
Působí také jako učitelka zpěvu na základní umělecké škole v Dobříši, navíc založila a v letech 2003/05 řídila v Mníšku pod Brdy soukromou uměleckou školu Otakárek.
Od roku 2012 do roku 2013 pořádala jako terapeut Setkávání s muzikoterapií na Pleši (onkologické sanatorium – Nemocnice Na Pleši).

## Rodinný život
Je dcerou režiséra a chartisty Andreje Kroba. Manželem je herec Jiří Bilbo Reidinger, s nímž mají společně dvě dcery Barboru a Kristýnu a se kterým podepsala Několik vět. V roce 2021 bydlela s manželem v Nové Vsi pod Pleší.

## Diskografie
- Barvy, demo 2004
- Šok, demo 2005
- Usínám, promo 2006
- Stín, Black Point Music, 2006
- Svět podivínů, Black Point Music, 2008
- Chvilka co se chytí, Black Point Music, 2011
- Let dýmem, Polí5, 2015
- Dívám se do noci, Polí5, 2018
- Chodec, Polí5, 2023

## Filmografie
- Pokoušení (1988) – Markéta
- Krvavý román (1993) – nevěstka